# Nyikómalomfalva
Nyikómalomfalva (románul Morăreni) falu Romániában Hargita megyében.

## Fekvése
A falu Székelyudvarhelytől 12 km-re a Középső-Nyikómentén fekszik. Közigazgatásilag Farkaslakához tartozik, amelytől 5 km-re délre van.

## Története
A falu központjában egykor pellengér állott, melynek emlékét a tér "Pellengér" neve őrzi. A falu kádármestereiről, cifrabundáiról, székelykapuiról híres.
1910-ben 741, 1992-ben 733 római katolikus magyar lakosa volt. A trianoni békeszerződésig Udvarhely vármegye Udvarhelyi járásához tartozott.

## Látnivalók
Római katolikus temploma 1809-ben épült.

## Híres emberek
- Itt született a 17. században Malomfalvy Gergely egyházi író.
- Itt született 1953-ban Nagy Irén szül. Hadnagy Irén költő, novellista.

## Testvértelepülések
- Felsőzsolca, Magyarország